# Sigurd Brørs
Sigurd Brørs (* 16. Juli 1968) ist ein ehemaliger norwegischer Skilangläufer.

## Werdegang
Brørs, der für den Surnadal IL startete, lief im März 1990 in Lahti sein erstes Weltcuprennen, das er vorzeitig beendete. In der Saison 1991/92 holte er in Cogne über 15 km Freistil mit dem dritten Platz seine ersten Weltcuppunkte und errang zugleich seine einzige Podestplatzierung im Weltcupeinzel. Er belegte damit den 27. Platz im Gesamtweltcup, sein bestes Gesamtergebnis. In der folgenden Saison kam er sechsmal in die Punkteränge und errang damit den 33. Platz im Gesamtweltcup. Beim Saisonhöhepunkt, den Nordischen Skiweltmeisterschaften 1993 in Falun startete er über 50 km Freistil, beendete dieses Rennen aber vorzeitig. Bei den norwegischen Meisterschaften 1993 wurde er Dritter über 10 km. Sein 27. und damit letztes Einzelrennen im Weltcup absolvierte er im März 1996 in Oslo, welches er auf dem 28. Platz über 50 km klassisch beendete.

## Platzierungen im Weltcup

### Weltcup-Statistik
Die Tabelle zeigt die erreichten Platzierungen im Einzelnen.
- 1.–3. Platz: Anzahl der Podiumsplatzierungen
- Top 10: Anzahl der Platzierungen unter den ersten zehn
- Punkteränge: Anzahl der Platzierungen innerhalb der Punkteränge
- Starts: Anzahl gelaufener Rennen in der jeweiligen Disziplin
- Hinweis: Bei den Distanzrennen erfolgt die Einordnung gemäß FIS.

| Platzierung         | Distanzrennen a | Distanzrennen a | Distanzrennen a | Distanzrennen a | Distanzrennen a | Skiathlon Verfolgung | Sprint | Etappen- rennen b | Gesamt | Team c | Team c  |
| Platzierung         | ≤ 5 km          | ≤ 10 km         | ≤ 15 km         | ≤ 30 km         | > 30 km         | Skiathlon Verfolgung | Sprint | Etappen- rennen b | Gesamt | Sprint | Staffel |
| ------------------- | --------------- | --------------- | --------------- | --------------- | --------------- | -------------------- | ------ | ----------------- | ------ | ------ | ------- |
| 1. Platz            |                 |                 |                 |                 |                 |                      |        |                   |        |        |         |
| 2. Platz            |                 |                 |                 |                 |                 |                      |        |                   |        |        |         |
| 3. Platz            |                 |                 | 1               |                 |                 |                      |        |                   | 1      |        |         |
| Top 10              |                 |                 | 1               |                 |                 | 1                    |        |                   | 2      |        | 4       |
| Punkteränge         |                 | 1               | 3               | 5               | 4               | 1                    |        |                   | 14     |        | 5       |
| Starts              |                 | 3               | 7               | 7               | 6               | 4                    |        |                   | 27     |        | 5       |
| Stand: Karriereende |                 |                 |                 |                 |                 |                      |        |                   |        |        |         |

### Weltcup-Gesamtplatzierungen
| Saison  | Gesamt | Gesamt |
| Saison  | Punkte | Platz  |
| ------- | ------ | ------ |
| 1991/92 | 15     | 27.    |
| 1992/93 | 79     | 33.    |
| 1993/94 | 39     | 46.    |
| 1994/95 | 32     | 49.    |
| 1995/96 | 26     | 52.    |